# タイアップされたパチンコ・パチスロ一覧
このページでは、パチンコ・パチスロとタイアップを行い開発・発売されたものについて、特に著名なものを列挙して紹介する。特記なき場合は日本のものについて言及している。

## タイアップされている作品の主な例

### 漫画・アニメ
あ行
- ああっ女神さまっ
- 嗚呼!!花の応援団
- 愛と誠
- 蒼き鋼のアルペジオ
- アカギ 〜闇に降り立った天才〜
- 赤胴鈴之助
- 亜人
- あずみ
- アップルシード
- あの日見た花の名前を僕達はまだ知らない。
- Another
- アベノ橋魔法☆商店街
- 行け!稲中卓球部
- イタズラなKiss
- 1・2の三四郎
- 一休さん
- 一騎当千
- いなかっぺ大将
- 犬夜叉
- IS 〈インフィニット・ストラトス〉
- ウィッチブレイド
- ウイングマン
- 兎-野性の闘牌-
- うしおととら
- 嘘喰い
- 宇宙海賊キャプテンハーロック
- 宇宙戦艦ヤマト
- 宇宙をかける少女
- 海猿
- 怨み屋本舗
- うる星やつら
- エースをねらえ!
- 押忍!!空手部
- おそ松くん
- おそ松さん
- 織田信奈の野望
- 男一匹ガキ大将
- おぼっちゃまくん
- 俺の妹がこんなに可愛いわけがない
- 俺の空

か行
- ガールズ&パンツァー
- ガラスの仮面
- 解体屋ゲン
- カウボーイビバップ
- 怪物くん
- 科学忍者隊ガッチャマン
- がきデカ
- 学園黙示録 HIGHSCHOOL OF THE DEAD
- 革命機ヴァルヴレイヴ
- かぐや様は告らせたい
- 課長島耕作
- カメレオン
- GANTZ
- 喰霊-零-
- がんばれ!!タブチくん!!
- 機甲戦記ドラグナー
- 寄生獣
- 機動警察パトレイバー
- 機動新撰組 萌えよ剣
- 機動戦艦ナデシコ
- 機動戦士ガンダム
- キャッツ・アイ
- キャプテン翼
- ギャラクシーエンジェル
- キューティーハニー
- 巨人の星
- ギルティクラウン
- 銀河英雄伝説
- 銀河機攻隊 マジェスティックプリンス
- 銀河鉄道999
- 銀牙伝説WEED
- 金田一少年の事件簿
- 銀と金
- キン肉マン
- クイーンズブレイド
- Gu-Guガンモ
- クッキングパパ
- グラップラー刃牙
- クローズ
- SSSS.GRIDMAN
- 鉄のラインバレル
- ゲゲゲの鬼太郎
- 月下の棋士
- けものフレンズ
- ケロロ軍曹
- 甲鉄城のカバネリ
- GS美神 極楽大作戦
- コータローまかりとおる!
- コードギアス
- 黄龍の耳
- 高校鉄拳伝タフ
- 攻殻機動隊
- ゴクウ
- この素晴らしい世界に祝福を!
- コブラ
- ゴルゴ13
- 昆虫物語 みなしごハッチ

さ行
- サーキットの狼
- PSYCHO-PASS サイコパス
- サイコメトラーEIJI
- サイバーブルー
- サイボーグクロちゃん
- サイボーグ009
- サイレントメビウス
- 咲-Saki-
- 魁!!男塾
- さくらももこ劇場コジコジ
- ささみさん@がんばらない
- さすがの猿飛
- SAMURAI 7
- サムライチャンプルー
- サラリーマン金太郎
- 3丁目のタマ うちのタマ知りませんか?
- GTO
- 地獄少女
- 地獄先生ぬ〜べ〜
- 静かなるドン
- シティーハンター
- シャーマンキング
- じゃりン子チエ
- シュート!
- 修羅の刻
- 嬢王
- 湘南爆走族
- 新世紀エヴァンゲリオン
- 神魂合体ゴーダンナー!!
- シンデレラボーイ
- 少女☆歌劇 レヴュースタァライト
- スーパージェッター
- スカイガールズ
- スキージャンプ・ペア
- 涼宮ハルヒの憂鬱
- ストップ!! ひばりくん!
- ストライクウィッチーズ
- スレイヤーズ
- セイクリッドセブン
- 聖戦士ダンバイン
- 聖闘士星矢
- ゼーガペイン
- 世界でいちばん強くなりたい!
- 009ノ1
- 戦姫絶唱シンフォギア
- 蒼穹のファフナー
- 装甲騎兵ボトムズ
- 創聖のアクエリオン
- 蒼天航路
- 蒼天の拳
- ソードアート・オンライン
- 宇宙をかける少女
- ゾンビランドサガ

た行
- ダーティペア
- ダンベル何キロ持てる?
- DARKER THAN BLACK
- タイガーマスク
- 大YAMATO零号
- ダンジョンに出会いを求めるのは間違っているだろうか
- タイムボカン
- ダッシュ勝平
- 探偵オペラミルキィホームズ
- 超電磁ロボ コン・バトラーV
- 超重神グラヴィオン
- 釣りキチ三平
- 釣りバカ日誌
- デッドマンワンダーランド
- 哲也-雀聖と呼ばれた男
- デビルマン
- テラフォーマーズ
- 天元突破グレンラガン
- 天空のエスカフローネ
- 天才バカボン
- とある科学の超電磁砲
- とある魔術の禁書目録
- 東京レイヴンズ
- 東京リベンジャーズ
- ドカベン
- 特命係長 只野仁
- ど根性ガエル
- 刀使ノ巫女
- トップをねらえ!
- 賭博黙示録カイジ
- ドミニオン
- トライガン
- ドロロンえん魔くん

な行
- 凪のあすから
- 七つの大罪 (漫画)
- 偽物語
- 忍者ハットリくん
- 信長
- のらくろ

は行
- ハイスクール奇面組
- ハイスクールD×D
- ハイスクール・フリート
- ハクション大魔王
- 浮浪雲
- 化物語
- はじめ人間ギャートルズ
- バジリスク～甲賀忍法帖～
- パタリロ!
- ハチワンダイバー
- バトルアスリーテス大運動会
- 花の慶次
- バリバリ伝説
- ハレンチ学園
- ビー・バップ・ハイスクール
- B・B
- 緋弾のアリア
- 緋弾のアリアAA
- ビビッドレッド・オペレーション
- 百花繚乱 サムライガールズ
- 百花繚乱 サムライブライド
- ピンポン
- FAIRY TAIL
- ブラスレイター
- ブラックエンジェルズ
- ブラックラグーン
- BLOOD+
- フランダースの犬
- フリテンくん
- フルアヘッド!ココ
- フルメタル・パニック
- プロゴルファー織部金次郎
- Project ARMS
- ベルサイユのばら
- 北斗の拳
- ぼのぼの

ま行
- 麻雀飛翔伝 哭きの竜
- まいっちんぐマチコ先生
- 舞-HiME
- マクロスシリーズ（初代・フロンティア）
- まことちゃん
- まじかる☆タルるートくん
- 魔神英雄伝ワタル
- マジンガーZ
- マッハGoGoGo
- 魔法少女まどか☆マギカ
- 魔法少女リリカルなのは
- 魔法先生ネギま!
- 魔法のプリンセス ミンキーモモ
- みどりのマキバオー
- 未来少年コナン
- 六三四の剣
- 陸奥圓明流外伝 修羅の刻
- めぞん一刻
- モーレツ宇宙海賊

や行
- 夜王
- ヤッターマン
- 有閑倶楽部
- 勇者王ガオガイガー
- 結城友奈は勇者である
- 妖怪人間ベム

ら行
- ラーゼフォン
- らんま1/2
- Re:ゼロから始める異世界生活
- 輪廻のラグランジェ
- リングにかけろ
- ROOKIES
- ルパン三世
- RAVE
- 烈火の炎
- ろくでなしBLUES

わ行
- 笑ゥせぇるすまん
- ワシズ -閻魔の闘牌-

### 海外漫画・アニメ
- トムとジェリー
- ポパイ
- ウッディー・ウッドペッカー
- チキチキマシン猛レース
- ルーニー・テューンズ

### 一般ゲーム
- 天外魔境 卍MARU
- サクラ大戦
- 電車でGO!
- 桃太郎電鉄
- 龍が如く
- 喧嘩番長
- 新選組群狼伝
- 人生ゲーム
- 戦国BASARA
- バーチャファイター
- 餓狼伝説
- 熱血硬派くにおくん
- 大工の源さん
- ピストル大名の冒険
- ツインビー
- グラディウス
- パロディウスシリーズ
- 魂斗羅
- 悪魔城ドラキュラ
- 実況パワフルプロ野球
- 幻想水滸伝
- メタルギアソリッド
- ときめきメモリアル
- がんばれゴエモン
- ビートマニア
- 麻雀格闘倶楽部
- スペースインベーダー
- 無双シリーズ（真・三國・戦国、無双OROCHI）
- ゼビウス
- トゥームレイダー
- ペルソナ
- NINJA BLADE
- 風来のシレン
- デッドオアアライブ
- 薄桜鬼
- バイオハザード
- THE IDOLM@STER
- ダービースタリオン
- モンスターハンター
- 鬼武者
- ストリートファイター
- メタルスラッグ
- サムライスピリッツ
- ワニワニパニック
- STEINS;GATE
- ゴッドイーター
- サイレントヒル
- ベヨネッタ
- アスラズラース
- ビーストバスターズ
- 戦律のストラタス
- デビルサバイバー2
- デビルメイクライシリーズ
- 鉄拳
- ザ・キング・オブ・ファイターズ
- テイルズ オブ シリーズ
- 逆転裁判
- 戦国恋姫
- ウイニングポストシリーズ
- 信長の野望シリーズ
- スターオーシャン4
- クラッシュ・バンディクー
- ギルティギア
- シャドウハーツ
- 真・女神転生III
- 龍虎の拳
- スーパーロボット大戦
- 三國志
- 英雄伝説 空の軌跡
- リッジレーサー
- 太鼓の達人
- ガールフレンド（仮）
- 閃乱カグラ
- ダンガンロンパ
- ボンバーマン
- ボンバーガール (ゲーム)
- ベルセルク無双
- Rewrite
- アズールレーン
- にゃんこ大戦争
- ロックマン
- ファミスタシリーズ

### 同人ゲーム
- ひぐらしのなく頃に
- うみねこのなく頃に

### アダルト・脱衣麻雀ゲーム
- 対戦ホットギミック
- 恋姫
- 恋姫無双
- 夜勤病棟
- Pia♥キャロットへようこそ!!
- 天空のシンフォニア
- トロピカルKISS
- マブラヴ
- うたわれるもの

### 映画
- 男はつらいよ
- スター・ウォーズ
- バック・トゥ・ザ・フューチャー
- スパイダーマン
- マトリックス
- 大怪獣ガメラ
- ミッションインポッシブル
- 七人の侍
- タイタニック
- ロッキー
- ランボー
- リング
- ゼブラーマン
- キング・コング
- インディ・ジョーンズ
- 007
- ゴジラ
- プロジェクトA
- スパルタンX
- ラスト サムライ
- JAWS
- ロード・オブ・ザ・リング
- カンフーパンダ
- 蒲田行進曲
- 座頭市
- オーメン
- ターミネーター
- トップガン
- ブレイド
- ピンクパンサー
- ロボコップ
- エイリアンVSプレデター
- オーメン
- スーパーマン
- ハムナプトラ
- 夕陽のガンマン
- ジュラシック・パーク
- フレディVSジェイソン
- 猿の惑星
- 霊幻道士（キョンシー）
- 妖怪大戦争
- バットマン
- マスク・オブ・ゾロ
- オープン・シーズン
- ヴァンヘルシング
- 呪怨
- トラック野郎
- マスク
- トランスフォーマー
- ダイ・ハード
- リアル鬼ごっこ
- 着信アリ
- E.T.
- アベンジャーズ
- トゥームレイダー

### 特撮
- 宇宙刑事ギャバン
- ウルトラシリーズ（ウルトラQ・マン・セブン・タロウ・ゼロ・バルタン星人）
- 仮面ライダーシリーズ（1号・2号・V3・ストロンガー・電王）
- 牙狼-GARO-
- 秘密戦隊ゴレンジャー
- 快傑ライオン丸
- 月光仮面
- 人造人間キカイダー
- がんばれ!!ロボコン
- 快獣ブースカ
- 衝撃ゴウライガン!!
- 電光超人グリッドマン

### 海外ドラマ・特撮
- Xファイル
- 奥さまは魔女
- サンダーバード
- 24 -TWENTY FOUR-
- ナイトライダー
- Mr.ビーン

### 韓国ドラマ
- 冬のソナタ
- 春のワルツ
- 天国の階段
- 宮廷女官チャングムの誓い
- 太王四神記
- 美男ですね
- 愛の不時着

### 時代劇
- 必殺仕事人
- 水戸黄門
- 暴れん坊将軍
- 銭形平次
- 子連れ狼
- 木枯し紋次郎
- 桃太郎侍
- 長七郎江戸日記
- 逃亡者おりん
- 柳生一族の陰謀
- 八丁堀の七人
- 遠山の金さん
- 影の軍団
- 丹下左膳

### 刑事ドラマ
- 西部警察
- 太陽にほえろ!
- スケバン刑事
- Gメン'75
- あぶない刑事
- はぐれ刑事純情派

### 時代劇・刑事ドラマ以外の日本のドラマ
- 探偵物語
- おれは男だ!
- 寺内貫太郎一家
- 明日があるさ
- 牡丹と薔薇
- 火曜サスペンス劇場
- 渡る世間は鬼ばかり

### バラエティ・クイズ番組
- クイズタイムショック
- 笑点
- 筋肉番付
- 料理の鉄人
- プロポーズ大作戦
- みごろ!たべごろ!笑いごろ!
- 今夜もドル箱
- 出動!ミニスカポリス
- 志村けんのバカ殿様
- 志村けんのだいじょうぶだぁ
- ドキッ!丸ごと水着!女だらけの水泳大会

### グラビアアイドル及びその所属する芸能プロダクション・元AV女優
- 岡本夏生
- ほしのあき
- 磯山さやか
- 熊田曜子
- 小阪由佳
- 佐野夏芽
- イエローキャブ
- アバンギャルド
- 飯島愛
- 及川奈央
- C.C.ガールズ
- 西田麻衣
- 丸高愛実
- 壇蜜
- 吉木りさ

### 歌手・ミュージシャン
- 浜崎あゆみ
- 相川七瀬
- 倖田來未
- 後藤真希
- 安倍なつみ
- 和田アキ子
- 中森明菜
- 郷ひろみ
- 西城秀樹
- 松浦亜弥
- 中川翔子
- 沢田研二
- 千昌夫
- 吉田拓郎
- 泉谷しげる
- 加山雄三
- 嘉門達夫
- 華原朋美
- 美川憲一
- 研ナオコ
- 小柳ルミ子
- 山本リンダ
- 森昌子
- 石原裕次郎
- 錦野旦
- 小室哲哉
- フィンガー5
- ザ・ピーナッツ
- おニャン子クラブ
- Wink
- PUFFY
- ピンク・レディー
- 恵比寿マスカッツ
- AKB48
- 乃木坂46
- モーニング娘。
- 一世風靡セピア
- TRF
- T.M.Revolution

### 演歌歌手
- 北島三郎
- 氷川きよし
- 美空ひばり
- 吉幾三
- 五木ひろし
- 細川たかし
- 山本譲二
- 前川清
- 香田晋
- 森進一
- 三波春夫
- 小林幸子
- 石川さゆり
- 天童よしみ
- 水前寺清子
- 瀬川瑛子
- 都はるみ
- 田川寿美
- 八代亜紀
- 島倉千代子
- 中村美律子
- 坂本冬美

### バンド
- チェッカーズ
- THE BLUE HEARTS
- X JAPAN
- こぶ茶バンド
- 米米CLUB
- BOØWY

### お笑いタレント
- ザ・ドリフターズ
- 加藤茶
- 志村けん
- 江頭2:50
- さまぁ〜ず
- ダチョウ倶楽部
- 出川哲朗
- ホンジャマカ
- TIM
- ダウンタウン
- ウッチャンナンチャン
- 間寛平
- 横山やすし・西川きよし
- コント55号
- 清水アキラ
- 河内家菊水丸
- くりぃむしちゅー
- おさる

### 男性タレント・俳優
- 所ジョージ
- 高田純次
- 梅宮辰夫
- 松方弘樹
- 小林旭
- せんだみつお
- 勝俣州和
- 安岡力也
- 電撃ネットワーク
- 竹内力
- 照英
- 藤岡弘、
- 佐藤かよ

### 女性タレント・女優・オネェタレント
- 小林千絵
- 飯島直子
- 杉本彩
- 川島なお美
- 叶姉妹
- 安田美沙子
- 松居直美
- 中村玉緒
- さとう珠緒
- ばんことみ
- スザンヌ
- はるな愛
- 安西ひろこ

### 外国人俳優・女優・タレント・歌手
- アグネス・ラム
- アン・ルイス
- マイケル・ジャクソン
- エルヴィス・プレスリー
- チャールズ・チャップリン
- ブルース・リー
- ジャッキー・チェン
- マリリン・モンロー
- テレサ・テン
- クイーン
- ボビー・オロゴン
- ボン・ジョヴィ
- ユンソナ
- T-ARA
- KISS
- レディー・ガガ

### プロレスラー及びプロレス団体
- アントニオ猪木
- 新日本プロレス
- WWE
- 大阪プロレス
- 小川直也
- 力道山
- 武藤敬司
- ジャイアント馬場
- アジャ・コング
- 長州力

### ボクサー
- 赤井英和
- ガッツ石松
- 具志堅用高
- 渡嘉敷勝男
- 輪島功一

### ゴルファー
- ジャンボ尾崎
- 片山晋呉
- 丸山茂樹

### その他スポーツ選手
- 佐々木主浩（プロ野球）
- 武豊（競馬）
- 花田虎上（大相撲）
- 森且行を筆頭に川口オートレース場所属選手36名（オートレース）

### その他著名人
- 井出洋介（プロ雀士）
- 稲川淳二（怪談師）
- 蛭子能収（漫画家）
- クリスチャン・ラッセン（画家）
- 小島武夫（プロ雀士）
- 谷岡ヤスジ（漫画家）
- 村松誠（イラストレーター）
- 浜田幸一（政治家）
- ムツゴロウ（動物研究家）
- Mr.マリック（マジシャン）

### その他キャラクター
- @ほぉ〜むカフェ（メイド喫茶チェーン店）
- うまい棒（駄菓子）
- SDガンダム（ホビー玩具）
- オグリキャップ（競走馬）
- およげ!たいやきくん（子供向け教育番組「ひらけ!ポンキッキ」の企画楽曲）
- 餃子の王将（中華料理チェーン店）
- 黒ひげ危機一発（ホビー玩具）
- けろけろけろっぴ（キャラクター）
- すしざんまい（寿司チェーン店）
- ソニック（ゲームキャラクター）
- ソフトオンデマンド（アダルトビデオメーカー）
- 高須クリニック（美容整形医療機関）
- チョロQ（自動車ホビー玩具）
- 出前一丁（インスタントラーメン）
- パチンコ必勝ガイド（パチンコ情報雑誌）
- フェラーリ（イタリアのスポーツカー）
- 武装神姫（オリジナルロボットアクションフィギュアホビー玩具）
- 変なおじさん（志村けんが演じるギャグキャラクター）
- マツケンサンバ（俳優・松平健〈※前述〉の楽曲）

## 複数のメーカーから販売された例
（50音順。業務提携やグループメーカー、キャラクターの共同利用（サミーと京楽の例）以外を記載。4号機、5号機はパチスロを指す）
- あしたのジョー　パチンコ（奥村／京楽）、5号機（サミー）
- アタックNo.1　パチンコ（京楽／San Three）、5号機（三洋物産）
- 一騎当千　パチンコ（高尾）、5号機（タイヨー／バルテック）
- ウイングマン　パチンコ（サンセイアールアンドディ）、5号機（オリンピア）
- 兎-野性の闘牌-　パチンコ（タイヨーエレック）、5号機（ニューギン）
- 宇宙戦艦ヤマト　パチンコ（藤商事／SANKYO）、4号機（サミー）、5号機（山佐）
- うる星やつら　パチンコ（奥村／ニューギン）、5号機（サミー※販売は銀座）
- ウルトラセブン　パチンコ（京楽）、4号機（サミー）、5号機（山佐）
- ウルトラマン　パチンコ（大一商会／京楽）、5号機（ビスティ）
- エースをねらえ!　パチンコ（平和／エース電研）、5号機（オリンピア）
- おそ松くん（おそ松さんは除く）　パチンコ（大一商会／San Three）、5号機（大一商会）
- 男はつらいよ　パチンコ（サミー／三洋物産）
- 怪物くん　パチンコ（大一商会／奥村）
- 学園黙示録 HIGHSCHOOL OF THE DEAD　パチンコ（高尾）、5号機（スパイキー）
- 牙狼-GARO-　パチンコ（サンセイアールアンドディ）、5号機（エレコ）
- 機動警察パトレイバー　パチンコ（三洋物産）、5号機（アビリット）
- 機動戦士ガンダム（SDガンダムは除く）　パチンコ（SANKYO）、4号機（テクノコーシン）、5号機（山佐／ビスティ）
- キャッツアイ　パチンコ（西陣／平和）、4号機（サミー）、5号機（オリンピア）
- 巨人の星　パチンコ（高尾／京楽／サンセイアールアンドディ）、4号機（アリストクラートテクノロジーズ）、5号機（アリストクラートテクノロジーズ／スパイキー）
- 銀河英雄伝説　パチンコ（平和／エース電研）
- 銀河鉄道999　パチンコ（豊丸／京楽／平和）、5号機（山佐）
- 銀河鉄道物語　パチンコ（SANKYO／マルホン）、5号機（SANKYO）
- キン肉マン　パチンコ（マルホン／京楽）、5号機（山佐）
- クイーンズブレイド　パチンコ（高尾）、5号機（JPS）
- 黒ひげ危機一発　パチンコ（京楽）、5号機（山佐）
- ゲゲゲの鬼太郎　パチンコ（藤商事）、4号機（サミー）、5号機（藤商事）
- 交響詩篇エウレカセブン　パチンコ（西陣）、5号機（サミー）
- コブラ　パチンコ（ニューギン）、4号機（オリンピア）、5号機（藤商事／SNKプレイモア）
- サイボーグ009（009 RE:CYBORGは除く）　パチンコ（ニューギン）、4号機・5号機（アビリット）
- じゃりン子チエ　パチンコ（藤商事／サンセイアールアンドディ）、4号機・5号機（ともにバルテック）
- ジュラシック・パーク　パチンコ（京楽／藤商事）
- ジョーズ　パチンコ（京楽／平和）
- 銭形平次　パチンコ（京楽／高尾）
- 009ノ1　パチンコ（西陣）、5号機（オーイズミ）
- 真・三國無双　パチンコ（ビスティ／San Three）、5号機（オリンピア）
- 戦国無双　パチンコ（京楽／San Three）、5号機（山佐）
- タイガーマスク　パチンコ（エース電研／SANKYO）
- 釣りキチ三平　パチンコ（豊丸／平和）、4号機（サミー）
- 釣りバカ日誌　パチンコ（サミー／三洋物産）
- 鉄拳　パチンコ（ビスティ）、5号機（山佐）
- 信長の野望　パチンコ（ニューギン）、4号機・5号機（ともにIGT JAPAN）
- ひぐらしのなく頃に　パチンコ（大一商会）、5号機（オーイズミ）
- 秘密戦隊ゴレンジャー　パチンコ（豊丸／タイヨーエレック）、5号機（SANKYO）
- プロゴルファー猿　パチンコ（大一商会／タイヨーエレック）
- ベルサイユのばら パチンコ（エース電研）、5号機（タイヨーエレック）
- 麻雀飛翔伝 哭きの竜　パチンコ（サンセイアールアンドディ／藤商事）
- 魔法少女まどか☆マギカ　パチンコ（京楽）、5号機（メーシー）
- 桃太郎侍　パチンコ（平和／藤商事）
- モンキーターン　パチンコ（エース電研）、5号機（山佐）
- 笑ゥせぇるすまん　パチンコ（奥村）、5号機（三洋物産）